# Oscar Zariski
Oscar Ascher Zariski, nascido Oscher Zaritsky (Kobryn, Império Russo (atualmente Bielorrússia), 24 de abril de 1899 — Brookline, 4 de julho de 1986) foi um matemático estadunidense.

## Educação
Zariski nasceu Oscher (também transliterado como Ascher ou Osher) Zaritsky de uma família judia (seus pais eram Bezalel Zaritsky e Hanna Tennenbaum) e em 1918 estudou na Universidade de Kiev. Ele deixou Kiev em 1920 para estudar na Universidade de Roma, onde se tornou discípulo da escola italiana de geometria algébrica, estudando com Guido Castelnuovo, Federigo Enriques e Francesco Severi.
Zariski escreveu uma tese de doutorado em 1924 sobre um tópico da teoria de Galois, que foi proposta a ele por Castelnuovo. Na época da publicação de sua dissertação, ele mudou seu nome para Oscar Zariski.

## Anos da Universidade Johns Hopkins
Zariski emigrou para os Estados Unidos em 1927 com o apoio de Solomon Lefschetz. Ele trabalhou na Universidade Johns Hopkins, onde se tornou professor em 1937. Durante este período, ele escreveu Superfícies algébricas como um resumo do trabalho da escola italiana. O livro foi publicado em 1935 e reeditado 36 anos depois, com notas detalhadas pelos alunos de Zariski que ilustravam como o campo da geometria algébrica havia mudado. Ainda é uma referência importante.
Parece ter sido esse trabalho que selou o descontentamento de Zariski com a abordagem dos italianos à geometria birracional. Ele abordou a questão do rigor recorrendo à álgebra comutativa. A topologia de Zariski, como foi conhecida posteriormente, é adequada para geometria biregular, onde as variedades são mapeadas por funções polinomiais. Essa teoria é muito limitada para superfícies algébricas e até mesmo para curvas com pontos singulares. Um mapa racional está para um mapa regular assim como uma função racional está para um polinômio: pode ser indeterminado em alguns pontos. A descrição do comportamento no complemento pode exigir que pontos infinitamente próximos sejam introduzidos para explicar o comportamento de limitação ao longo de diferentes direções. Isso introduz a necessidade, no caso superficial, de usar também a teoria da avaliação para descrever os fenômenos como a explosão (no estilo de um balão, em vez de explosivamente).

## Anos da Universidade de Harvard
Depois de passar um ano de 1946 a 1947 na Universidade de Illinois em Urbana–Champaign, Zariski tornou-se professor na Universidade de Harvard em 1947, onde permaneceu até sua aposentadoria em 1969. Em 1945, ele discutiu frutuosamente questões fundamentais para a geometria algébrica com André Weil. O interesse de Weil era colocar em prática uma teoria de variedade abstrata, para apoiar o uso da variedade Jacobiana em sua prova da hipótese de Riemann para curvas sobre campos finitos, uma direção um tanto oblíqua aos interesses de Zariski. Os dois conjuntos de fundações não estavam reconciliados naquele ponto.
Em Harvard, os alunos de Zariski incluíram Shreeram Abhyankar, Heisuke Hironaka, David Mumford, Michael Artin e Steven Kleiman - abrangendo assim as principais áreas de avanço na teoria da singularidade, teoria dos módulos e cohomologia na próxima geração. O próprio Zariski trabalhou na teoria da equisingularidade. Alguns de seus principais resultados, o teorema principal de Zariski e o teorema de Zariski sobre funções holomórficas, estavam entre os resultados generalizados e incluídos no programa de Alexander Grothendieck que finalmente unificou a geometria algébrica.
Zariski propôs o primeiro exemplo de superfície Zariski em 1958.

## Publicações
- Zariski, Oscar (2004) [1935],  Abhyankar, Shreeram S.; Lipman, Joseph; Mumford, David, eds., Algebraic surfaces, ISBN 978-3-540-58658-6, Classics in mathematics second supplemented ed. , Berlin, New York: Springer-Verlag, MR 0469915[5]
- Zariski, Oscar (1958), Introduction to the problem of minimal models in the theory of algebraic surfaces, Publications of the Mathematical Society of Japan, 4, The Mathematical Society of Japan, Tokyo, MR 0097403
- Zariski, Oscar (1969) [1958],  Cohn, James, ed., An introduction to the theory of algebraic surfaces, ISBN 978-3-540-04602-8, Lecture notes in mathematics, 83, Berlin, New York: Springer-Verlag, MR 0263819, doi:10.1007/BFb0082246
- Zariski, Oscar; Samuel, Pierre (1975) [1958], Commutative algebra I, ISBN 978-0-387-90089-6, Graduate Texts in Mathematics, 28, Berlin, New York: Springer-Verlag, MR 0090581[6]
- Zariski, Oscar; Samuel, Pierre (1975) [1960], Commutative algebra. Vol. II, ISBN 978-0-387-90171-8, Berlin, New York: Springer-Verlag, MR 0389876[7]
- Zariski, Oscar (2006) [1973],  Kmety, François; Merle, Michel; Lichtin, Ben, eds., The moduli problem for plane branches, ISBN 978-0-8218-2983-7, University Lecture Series, 39, Providence, R.I.: American Mathematical Society, MR 0414561(original title): Le problème des modules pour les branches planes[8]
- Zariski, Oscar (1972), Collected papers. Vol. I: Foundations of algebraic geometry and resolution of singularities, ISBN 978-0-262-08049-1, Cambridge, Massachusetts-London: MIT Press, MR 0505100
- Zariski, Oscar (1973), Collected papers. Vol. II: Holomorphic functions and linear systems, ISBN 978-0-262-01038-2, Mathematicians of Our Time, Cambridge, Massachusetts-London: MIT Press, MR 0505100
- Zariski, Oscar (1978),  Artin, Michael; Mazur, Barry, eds., Collected papers. Volume III. Topology of curves and surfaces, and special topics in the theory of algebraic varieties, ISBN 978-0-262-24021-5, Mathematicians of Our Time, Cambridge, Massachusetts-London: MIT Press, MR 0505104
- Zariski, Oscar (1979),  Lipman, Joseph; Teissier, Bernard, eds., Collected papers. Vol. IV. Equisingularity on algebraic varieties, ISBN 978-0-262-08049-1, Mathematicians of Our Time, 16, MIT Press, MR 545653